# 先驅者鍍金鋁板
先驱者鍍金鋁板，是指安裝在兩艘無人駕駛太空探測器－先驱者10號及先驱者11號上，一塊載有由人類發出的訊息的鍍金鋁板。板上刻有一男一女的畫像，及一些符號用以表示這艘探測器的來源。就像海中漂浮的瓶中信，這段訊息將會在星際間漂浮。但是，若探測器要航行到一個距離太陽系30光年距離的恆星的話，其所需的平均時間就已經比我們身處的銀河系現時的年齡還要長。
先驱者探測器是第一個離開太陽系的人造物件。這塊鍍金鋁板裝嵌在探測器上天線的主柱之下，用以保護其不受太空塵所侵蝕。美國太空總署希望這塊板及探測器本身能比地球及太陽更加長壽。
在先驱者計劃後，旅行者計畫的探測器亦仿效這塊鍍金鋁板，把更加複雜及詳細的訊息收錄於旅行者金唱片之中，隨著探測器於1977年發射到太空之中。

## 歷史

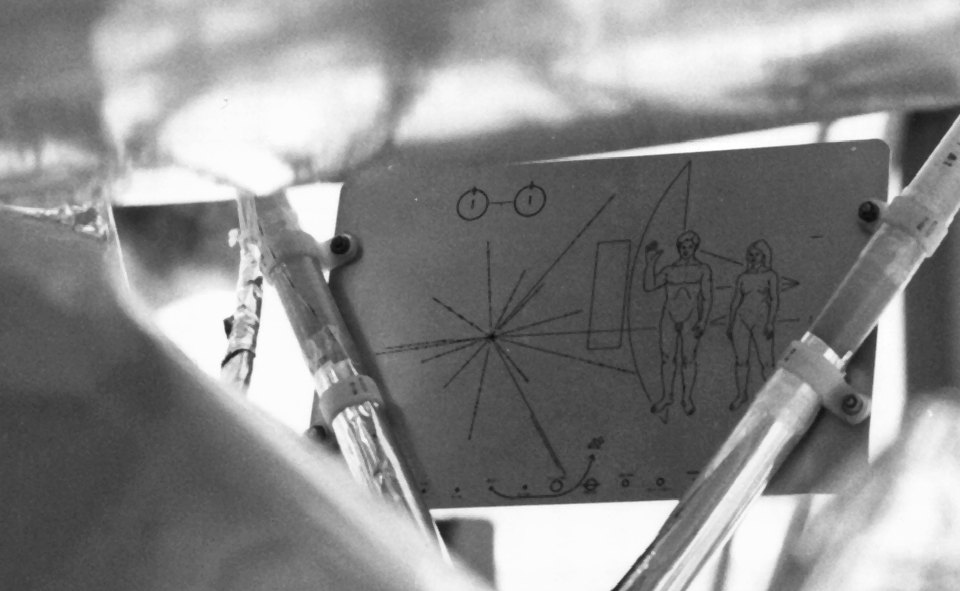
裝嵌在先驅者10號上的鍍金鋁板

在先驅者探測器上裝上鍍金鋁板傳遞人類訊息這個構思，最初是由艾力克·博吉斯在水手計劃時參觀位於加州帕薩迪那的噴氣推進實驗室時提出的。當時他與霍格蘭德，去找曾在克里米亞一個會議上，以和外星高智慧生物作溝通為題演講過的著名天文學家卡爾·薩根博士。
薩根博士對於在先驅者探測器上傳遞訊息這個構思很感興趣，最終美國太空總署亦同意這個構思，並給予他三個星期的時間去籌備訊息內容。他與另一位天文學家法蘭克·德雷克博士設計這塊鍍金鋁板，並由薩根博士的太太蓮達·沙爾士文·薩根負責繪圖。但近幾年來，霍格蘭德也想分一杯羹，向大家表示他也曾參與設計工作。但這個說法被薩根博士及德瑞克博士駁斥，指出他的參與到提出在探測器上傳遞訊息的構思為止。
第一塊鍍金鋁板隨著先驅者10號於1972年3月2日被發射上太空，而第二塊則隨先驅者11號於1973年4月5日被發射到太空去。兩艘探測器都同樣在80年代離開了太陽系。

## 鍍金鋁板實體資料
| 物料：         | 6061 T6鍍金鋁          |
| 闊度：         | 229毫米（9英吋）       |
| 高度：         | 152毫米（6英吋）       |
| 厚度：         | 1.27毫米（0.05英吋）   |
| 平均雕刻深度： | 0.381毫米（0.015英吋） |

## 符號

### 氫原子內自旋躍遷

氢原子自旋跃迁的画像

在板上左上角的位置，刻有一個氫原子內自旋躍遷的圖像，因為氫是在宇宙裡廣泛存在的物質。在這個符號之下有一條短的直線，用以表示二進制裡的「1」。這種氫原子內，電子由自旋向上到自旋向下可以指明一個長度（其波長為21厘米）以及一個時間長度（頻率是1420兆赫）。這兩個由此而衍生出來的單位，是用以計算板上其他符號含意的。由於整塊鍍金鋁板的闊度為22.9厘米闊，故這裡計算出來的長度其實差不多等於這塊板的真實闊度。

### 一男一女畫像

一男一女的画像

在板的右方，繪有一男一女的畫像站在探測器的前面。在女性畫像旁繪有以二進制方式表示的「8」。利用從左方的氫原子內自旋躍遷計算出來的長度：8個單位× 21厘米 = 168厘米。這裡表示了女性的平均身高約168厘米左右。
另外，男性畫像的右手舉以示友好。雖然這個手勢並非整個宇宙通行，但至少仍能表示人類的拇指和手臂是可以活動的。
女性畫像方面，可以看到畫像裡只繪有陰阜部份，並沒有把女性的生殖器完全地畫出來。有一說這是因為薩根博士只有很倉卒的時間去設計這塊板，由於擔心太空總署會否決複雜而難以理解的繪圖，所以只做了這個折衷版本。但根據馬克·烏爾法後來的詳細解釋，指出在本來的設計裡是包括了「一條短線用以表示女性的外陰」，而這條代表女性陰戶的短線，最終經原太空總署首席科學家及其太空科學辦公室主管約翰·勞戈爾的批准下被刪去。

### 探測器的輪廓
在人類畫像的後方，繪有先驅者探測器的輪廓。這個輪廓的大小表示了人類相對於這艘探測器的大小。

### 太陽相對於銀河系中心及14顆脈衝星的位置
在板的左方繪有一個放射性的符號，上面的15條直線均由同一個地方放射出來。當中的14條線上有一列以二進制形式寫上的數字，這表示了銀河系中14顆脈衝星（中子星）的脈衝訊號週期。由於每一顆脈衝星的訊號週期會隨時間而變化，所以外星人可以依據當時的脈衝週期，計算這個太空船的發射時間。
線條的長度表示了那些脈衝星相對於太陽的距離。每段線條尾部的記號則表示了其交錯於銀河平面上的Z座標。
一旦外星人尋獲這塊板，可能從那裡只看見當中幾顆脈衝星而已。故標示14顆脈衝星之多，可以給予更多的座標，即使只看見其中的幾顆脈衝星，仍然可以透過三角測量的方法來計算這艘探測器的來源位置。
至於第15條線則向右伸延到人類繪圖之後，這條線表示了太陽與銀河系中心的相對距離。

### 太陽系
在板的底部繪有太陽系的圖示，及一個細小的圖形以代表探測器。從圖中可以看到探測器經過木星後離開太陽系的軌道。土星更繪上了光環，希望以這個特徵來突顯出太陽系，便於尋找。
在每個行星旁的一組二進制數字，是每個行星距離太陽的相對距離。單位相等於水星公轉軌道的十分之一。

## 批評
對於板上的圖案，有批評指那些圖案太難令人明白，有「以人類的觀點去解釋宇宙」的傾向。縱然板上的訊息利用了有限的大小來盡量解讀最多的訊息，但此舉卻使板上訊息無人明白，就連科學家也幾乎沒有一位能完全明白板上的所有意思。故對於外星的高智慧生物來說可能更難解讀，因為他們未必與我們一樣擁有相同知識。一旦被外星人發現，也可能須要花上好幾代的時間去破解，就像我們破解古埃及的象形文字聖書體一樣，花了好幾個世紀。
另外也有批評指出不應把探測器的來源告訴外星人，因為要是被一些不懷好意的外星人捕獲的話，他們有可能憑這些訊息尋找地球，繼而攻擊地球。但薩根博士反對這個觀點，他認為因為這個訊息不會在短期來被發現，而且地球過去也一直向外太空發放電台及電視廣播，這些訊號將會繼續以光速發放出去，地球早就已經向外星人宣傳了。
據德瑞克博士指出，外界對於板上繪有人類裸體圖像持負面态度。

## 參閱
- 先驅者號計劃
- 阿雷西博信息
- 航海家金唱片

## 備註
1. ↑  艾倫·弗萊徹《The art of looking sideways》（側面藝術）Phaidon Press, 2001. ISBN 0-7148-3449-1
2. ↑  烏爾法頓，第79頁
3. ↑  烏爾法頓，第80頁
4. ↑  卡爾·薩根《Murmurs of Earth》（地球的抱怨），1978，紐約，ISBN 0-679-74444-4

## 外部連結
- 美國太空總署－先驅者10號及11號
- 美國太空總署－先驅者鍍金鋁板
- 卡爾·薩根、蓮達·沙爾士文·薩根及法蘭克·德瑞克《地球的訊息（页面存档备份，存于）》《科學》新系列，175 (4024).1972年2月25日發行，第881–884頁，有關於板上圖案的論文。線上截圖版本：1、2、3、4.
- 威廉·羅拔·莊士敦《解讀先驅者號／旅行者號的脈衝星圖（页面存档备份，存于）》最後更新於2003年3月11日，最後訪問於2006年4月8日。
- 愛德華·塔夫特《先驅者號太空鋁板重新設計（页面存档备份，存于）》以幽默手法批評鋁板的設計。
- 载有镀金铝板所载声音的网站
- 载有镀金铝板所载图片的网站